# 脱咖啡因处理
脱咖啡因处理（英語：Decaffeination），或称去咖啡因处理，是指从咖啡豆、可可、茶叶或其他含有咖啡因的物质中去除咖啡因的处理方法。不含咖啡因的产品常简称脱因或低因产品，例如脱因咖啡、脱因茶等。饮料在低咖啡因处理过后，咖啡因含量通常是原来的1-2%，但有时高达20%。

## 历史
1820年，德国化学家龙格首次从咖啡豆中分离出咖啡因，在此之前德国诗人歌德听说了他对颠茄提取物的研究，并请求他对咖啡豆进行分析。虽然龙格能够分离出这种化合物，但他对咖啡因本身的化学性质了解不多，也没有试图将这种方法用于生产不含咖啡因的咖啡。
1903年，德国商人路德维希·罗塞利乌斯和他的同事发明了第一个商业上成功的脱咖啡因工艺，被称为有机溶剂直接法，并在1906年获得了专利。在此之前，罗塞利乌斯观察到，一批咖啡豆在海水中不小心浸泡后，失去了大部分咖啡因含量，但几乎没有失去味道。 以这种方式生产的脱因咖啡在欧洲大部分地区以“咖啡贸易公司”（Kaffee Handels-Aktien-Gesellschaft）的名字“Kaffee HAG”出售，在法国以“cafee Sanka”的名字出售，后来在美国以“Sanka”品牌出售。而今，卡夫亨氏食品公司旗下的 HAG 和 Sanka 已成为全球品牌。

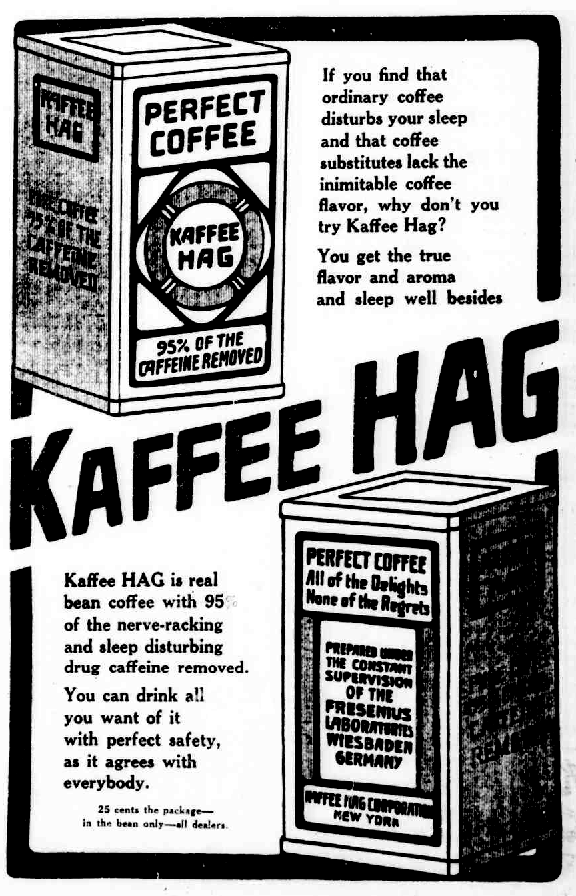
1914年美国报纸上的低因咖啡“Kaffee HAG”广告

1941年，人们发明了有机溶剂间接法，因为在初始阶段使用了水，有时被称为“水处理”。
与间接法相比，瑞士水处理法则完全没有使用有机溶剂，最早于1933年在瑞士开发，并于1980年由Coffex S.A.商业化， 1988年，位于加拿大本拿比的瑞士水公司引入了该工艺。

## 咖啡的脱因处理
咖啡的脱咖啡因方法有很多种，这些方法在烘焙之前进行，通常使用溶剂如二氯甲烷或乙酸乙酯，超临界二氧化碳或水从咖啡豆中提取咖啡因，从而使处理后的风味尽可能接近其原始状态。

### 有机溶剂法

#### 直接法
有机溶剂直接法即用各种酸或碱蒸煮咖啡豆，然后用苯作为溶剂去除咖啡因。 由于苯被发现为致癌物，
现在大多使用其他溶剂，例如二氯甲烷或乙酸乙酯等。 其操作流程如下：将未烘焙的绿咖啡豆首先蒸熟，然后用萃取咖啡因的溶剂冲洗，而其他成分基本不受影响。这个过程要重复8到12次，直到咖啡因含量达到规定的标准，例如美国标准的97%、欧盟标准的99.9%。

##### 间接法
在这种方法中，咖啡豆没有被直接处理，而是先在热水中浸泡几个小时后取出，随后用有机溶剂（如二氯甲烷或乙酸乙酯）从水中萃取出咖啡因，咖啡因通过蒸发可以从有机溶剂中分离出来。再使用被萃取后的水浸泡新批次的咖啡豆并萃取出咖啡因，经过几个循环后达到平衡。在此之后，水和咖啡豆将会具有除咖啡因外的相似成分，咖啡因是唯一从咖啡豆中去除的物质，所以咖啡的强度和其他风味都没有损失。

### 瑞士水处理法

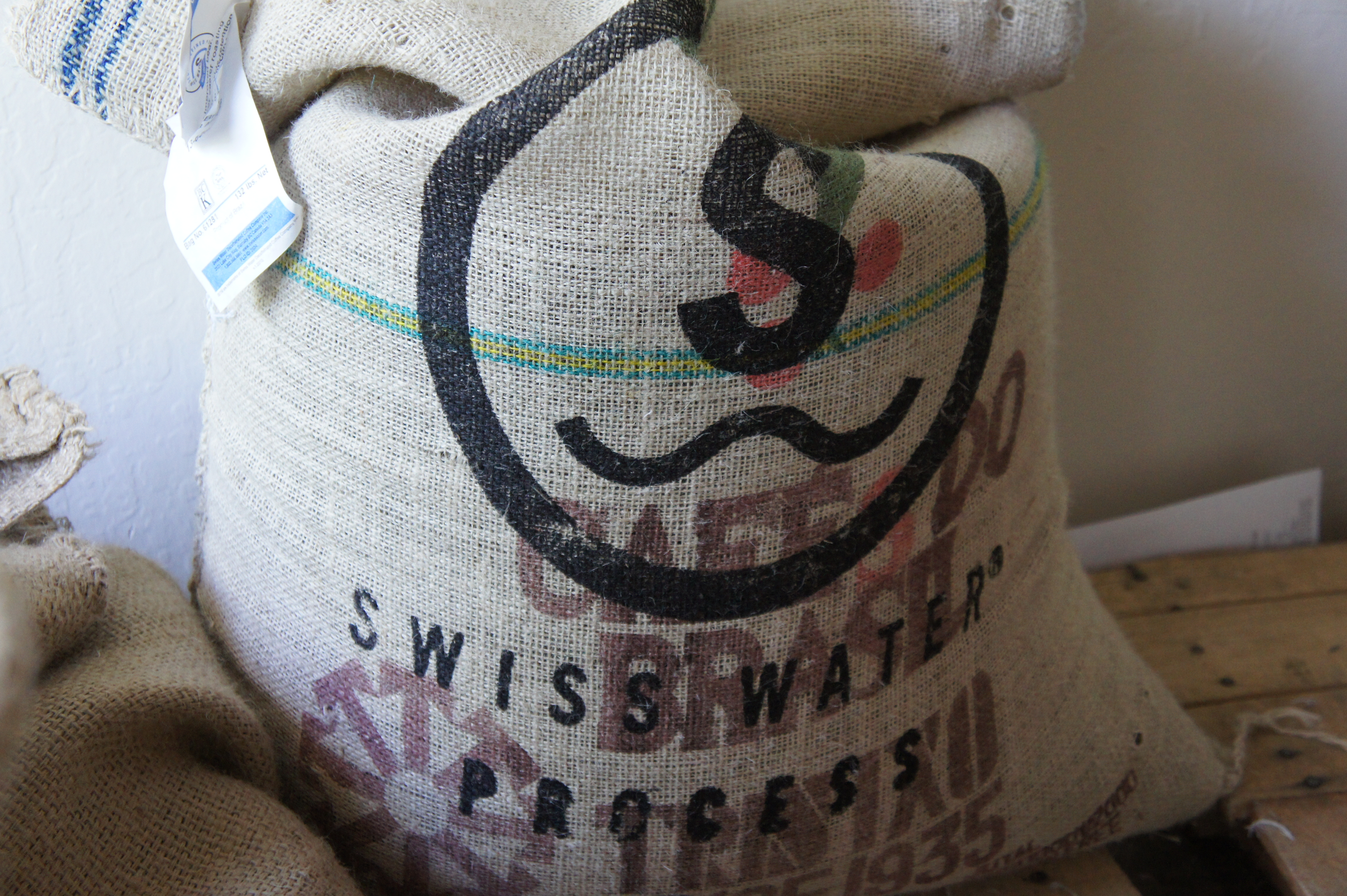
一袋经过瑞士水处理法去咖啡因的绿咖啡豆

该工艺使用绿咖啡提取物作为咖啡因的提取机制。绿咖啡提取物是一种含有绿咖啡中除咖啡因外的水溶性成分的溶液，是通过将绿咖啡豆浸泡在热水中，然后由活性炭过滤去除咖啡因而制得的。 将含有咖啡因和其他成分的新鲜咖啡豆添加到绿咖啡提取物溶液中，不含咖啡因的提取物溶液和富含咖啡因的绿咖啡之间会产生梯度浓度差，导致咖啡因分子从绿咖啡迁移到提取物溶液中。
因为绿咖啡提取物与绿咖啡的其他水溶性成分饱和，只有咖啡因分子迁移到提取物；其他的水溶性咖啡元素保留在生咖啡中。然后，新的富含咖啡因的GCE溶液通过活性炭过滤器再次去除咖啡因，并重复该过程。连续批处理过程需要8-10小时才能达到最终残留脱咖啡因的目标。

### 咖啡油处理法
在这个过程中，绿咖啡豆被浸泡在热水和咖啡溶液中，从而将咖啡因吸引到咖啡豆表面。接下来，咖啡豆被转移到另一个容器中，浸泡在从废咖啡渣中提取的咖啡油中。经过几个小时的高温后，油中的甘油三酯会去除咖啡豆中的咖啡因，但会保留咖啡豆中的风味元素，最后将豆子从油中分离出来并干燥。使用后的咖啡油中的咖啡因再次被去除后，可重新用于脱除另一批咖啡豆的咖啡因。这是一种直接接触脱除咖啡因的方法。

### 超临界二氧化碳处理法
食品科学家还将超临界二氧化碳作为脱咖啡因的一种手段，是由马克斯·普朗克研究所的科学家库尔特·佐塞尔（Kurt Zosel）开发的。 该方法将生咖啡豆蒸熟后放入300个大气压和温度为65°C的容器中，并于与水和二氧化碳发生作用。在这种压力和温度下，二氧化碳是一种超临界流体，其性质介于气体和液体之间。咖啡因会溶解到二氧化碳里，但是产生咖啡香味的化合物大部分不溶于二氧化碳，而是保留在咖啡豆中。在另一个单独的容器里，咖啡因被额外的水从二氧化碳中洗涤出来。然后，二氧化碳再循环到高压容器中。
食品工程师Torunn Atteraas Garin也开发了一种从咖啡中去除咖啡因的方法。

## 茶的脱因处理

### 简介
茶也含有咖啡因，一个被普遍接受的统计数据是，一杯普通的红茶(或红茶)含有40-50毫克的咖啡因，大约是一杯咖啡含量的一半。
茶树亚种之间（即茶树与阿萨姆红茶）的天然咖啡因含量可能不同，将茶叶氧化也不会影响茶叶中的咖啡因含量，例如红茶与乌龙茶。年轻的叶子和芽比老的叶子和茎含有更多的咖啡因。
咖啡和茶都含有单宁，这是它们具有涩味的原因，但茶的单宁含量约为咖啡的三分之一。
因此，茶的脱咖啡因过程需要比咖啡更好地控制单宁含量，从而保留这种风味。此外，保留一定的单宁含量具有诸多益处，因其已被证明具有抗癌、抗诱变、抗氧化和抗菌特性。具体来说，单宁酸有助于加速血液凝固，降低血压，降低血脂水平，调节免疫反应。

### 脱因工艺
茶的脱咖啡因工艺通常采用类似于咖啡的直接法或超临界二氧化碳法，如上所述。虽然二氧化碳工艺方便、无爆炸性且无毒，
由超临界二氧化碳法脱咖啡因的茶与常规绿茶相比，大多数挥发性、非极性的化合物（如芳樟醇和苯乙醛）、绿色和花香化合物（如己醛和(E)-2-己烯醛）、以及一些未知化合物都在该过程中消失或减少了。
除了超临界二氧化碳法，茶也可以用热水处理去咖啡因，控制浸提温度、浸提时间和叶水比可以达到最佳浸提条件。在100°C或更高的温度下，适度的提取时间为3分钟，每体积叶与水的重量比为1:20，可以去除83%的咖啡因含量，并保留95%的儿茶素。 儿茶素是黄烷醇的一种，有助于茶的风味，并已被证明可以增强对可能导致癌症的突变原的抑制。

### 泡茶脱因
泡茶中的某些过程也有可能直接降低咖啡因含量，基于咖啡因的水溶性，在第一次浸泡的20-30秒内，大部分咖啡因就会从茶叶中释放出来，这样就可以通过浸泡茶叶大约一分钟，然后丢弃第一次浸泡的茶水从而脱咖啡因。 研究表明，5分钟的浸泡产生高达70%的咖啡因，第二次浸泡的咖啡因含量是第一次的三分之一，约占茶叶中咖啡因总量的23%。

## 脱因检测
为了确保产品质量，即确认相对较低的咖啡因浓度，制造商需要对脱因处理过的咖啡豆进行测试。根据美国标准，咖啡因含量至少要减少97%。
在加拿大，脱因咖啡的咖啡因含量需要小于0.1%，脱因速溶咖啡的咖啡因含量需要小于0.3%。
许多咖啡公司使用高效液相色谱法来测定咖啡豆中残留的咖啡因含量。然而，由于高效液相色谱法可能相当昂贵，一些咖啡公司开始使用其他方法，如近红外光谱。
虽然高效液相色谱法非常准确，但近红外光谱更快，成本更低，总体上更容易使用。另一种通常用于测量剩余咖啡因的方法为紫外可见光谱法，对于超临界二氧化碳脱因处理很有用，因为二氧化碳分子在紫外可见光波段没有吸收信号。
2006年，佛罗里达州立大学的一项对照研究表明，从咖啡店中购得的10份脱因咖啡样品中仍有一些咖啡因残留，14到20杯这种脱因咖啡所含的咖啡因与一杯普通咖啡所含的咖啡因相当。 这些473毫升（16盎司）的咖啡样品中咖啡因含量在8.6毫克到13.9毫克之间。在另一项对流行品牌脱因咖啡的研究中，咖啡因含量从3毫克到32毫克不等。
相比之下，一杯237毫升（8盎司）的普通咖啡含有95-200毫克咖啡因，
一杯355毫升（12盎司）的可口可乐含有36毫克咖啡因。

## 低因咖啡育种
2004年，人们发现了一种天然不含咖啡因的咖啡物种卡里尔咖啡，它缺乏咖啡因合成酶的基因，因此只会积累可可碱而不会将其转化为咖啡因。
这种特性可以通过与卡里尔咖啡杂交而培育到其他咖啡植物物种中，或者通过敲除正常咖啡植物中的咖啡因合成酶基因来达到同等效果。
截至2009年，种植不含咖啡因的咖啡豆的进展仍在继续，人们创造了“Decaffito”这个词来描述这种咖啡，并在巴西注册了商标。